# Ловци на натприродно (6. сезона)
Шеста сезона серије Ловци на натприродно, америчке фантастичне телевизијске серије аутора Ерика Крипкеа, емитована је од 24. септембра 2010. до 20. маја 2011. године, с укупно 22. епизоде. Прва је сезона у којој је Сера Гамбл шоуранер након што је Крипке дао оставку на тој функцији. Шеста сезона је имала просечну гледаност од 2,27 милиона гледалаца у САД.
Сезона почиње годину дана након дешавања у финалу претходне сезоне када Дин Винчестер (Џенсен Аклс) живи срећним и нормалним животом. Сем Винчестер (Џаред Падалеки) је ослобођен Луциферовог кавеза у паклу и удружује се са Дином, који оставља свој нови живот иза себе и поново постаје ловац.

## Улоге

### Главне
- Џаред Падалеки као Сем Винчестер
- Џенсен Аклс као Дин Винчестер
- Миша Колинс као Кастиел[а]

### Специјалне гостујуће
- Роберт Инглунд као др Роберт
- Брајан Дојл Мари као Роберт Сингер

### Гостујуће
- Џим Бивер као Боби Сингер
- Марк А. Шепард као Кроули
- Синди Сампсон као Лиса Брејден
- Себастијан Роше као Балтазар
- Николас Елија као Бен Брејдин
- Џесика Хифи као Гвен Кембел
- Корин Немек као Кристијан Кембел
- Џулија Максвел и Саманта Смит као Ив
- Ким Џонстон Улрих као др Еленор Визијак
- Демор Барнс и Ланет Вер као Рафаил
- Лора Менел као Брижит
- Дејвид Пејтко као Марк Кембел
- Сонја Салома као Рејчел
- Стивен Вилијамс као Руфус Тарнер
- Рик Ворти као алфа вампир
- Геновева Падалеки као она
- Мика Хауптман као Ерик Крипке
- Амбер Бенсон као Ленор
- Саманта Ферис као Елен Харвел
- Фредрик Лене као Азазел
- Линдси Макион као Теса
- Рејчел Мајнер као Мег Мастерс
- Ким Родс као шерифкиња Џоди Милс
- Џулијан Ричингс као Смрт

## Епизоде
У овој табели, број у првој колони се односи на број епизоде у целој серији, док број у другој колони означава број епизоде у овој сезони. „Гледаност у САД (милиони)” се односи на то колико је Американаца гледало премијеру епизоде или на дан емитовања.
| Бр. еп. (укупно) | Бр. еп. (у сезони) | Српски наслов Изворни наслов    | Редитељ        | Сценариста                                                                                     | Премијера                         | Прод. код | Гледаност у САД (милиони) |
| ---------------- | ------------------ | ------------------------------- | -------------- | ---------------------------------------------------------------------------------------------- | --------------------------------- | --------- | ------------------------- |
| 105              | 1                  | Прогон на главној улици         | Фил Сгрича     | Сера Гамбл                                                                                     | 24. септембар 2010. 8. март 2022. |           | 2,90                      |
| 106              | 2                  | Два и по мушкарца               | Џон Шоуолтер   | Адам Глас                                                                                      | 1. октобар 2010. 8. март 2022.    |           | 2,33                      |
| 107              | 3                  | Трећи човек                     | Роберт Сингер  | Бен Едлунд                                                                                     | 8. октобар 2010. 8. март 2022.    |           | 2,16                      |
| 108              | 4                  | Викенд код Бобија               | Џенсен Аклс    | Ендру Даб и Данијел Лофлин                                                                     | 15. октобар 2010. 8. март 2022.   |           | 2,84                      |
| 109              | 5                  | Живи слободно или умри          | Род Харди      | Бред Метјуз                                                                                    | 22. октобар 2010. 8. март 2022.   |           | 2,47                      |
| 110              | 6                  | Не можеш се носити с тиме       | Јан Елијасберг | Story by : Дејвид Рид, Ерик Чармело и Никол Снајдер Teleplay by : Ерик Чармело и Никол Снајдер | 29. октобар 2010. 8. март 2022.   |           | 2,52                      |
| 111              | 7                  | Породица је важна               | Гај Би         | Ендру Даб и Данијел Лофлин                                                                     | 5. новембар 2010. 8. март 2022.   |           | 2,46                      |
| 112              | 8                  | Сви пси иду у рај               | Фил Сгрича     | Адам Глас                                                                                      | 12. новембар 2010. 8. март 2022.  |           | 2,09                      |
| 113              | 9                  | Истина је око нас               | Џон Шоуолтер   | Бен Едлунд                                                                                     | 19. новембар 2010. 8. март 2022.  |           | 1,94                      |
| 114              | 10                 | Врућина у кавезу                | Роберт Сингер  | Story by : Џени Клајн и Брет Метјуз Teleplay by : Брет Метјуз                                  | 3. децембар 2010. 8. март 2022.   |           | 2,15                      |
| 115              | 11                 | Састанак у Самари               | Мајк Рол       | Сера Гамбл и Роберт Сингер                                                                     | 10. децембар 2010. 8. март 2022.  |           | 2,27                      |
| 116              | 12                 | Као девица                      | Фил Сгрича     | Адам Глас                                                                                      | 4. фебруар 2011. 8. март 2022.    |           | 2,25                      |
| 117              | 13                 | Нема опроштаја                  | Дејвид Барнет  | Ендру Даб и Данијел Лофлин                                                                     | 11. фебруар 2011. 8. март 2022.   |           | 1,97                      |
| 118              | 14                 | Лутка 3: Обрачун                | Жано Шварц     | Ерик Чармело и Никол Снајдер                                                                   | 18. фебруар 2011. 8. март 2022.   |           | 2,25                      |
| 119              | 15                 | Француска грешка                | Чарлс Бисон    | Бен Едлунд                                                                                     | 25. фебруар 2011. 8. март 2022.   |           | 2,18                      |
| 120              | 16                 | ...И нестали су                 | Мајк Рол       | Брет Метјуз                                                                                    | 4. март 2011. 8. март 2022.       |           | 2,14                      |
| 121              | 17                 | Моје срце ће наставити          | Фил Сгрича     | Ерик Чармело и Никол Снајдер                                                                   | 15. април 2011. 8. март 2022.     |           | 2,26                      |
| 122              | 18                 | Погранична земља                | Гај Би         | Story by : Ендру Даб, Данијел Лофлин и Џексон Стјуарт Teleplay by : Ендру Даб и Данијел Лофлин | 22. април 2011. 8. март 2022.     |           | 1,90                      |
| 123              | 19                 | Најдража мама                   | Џон Шоуолтер   | Адам Глас                                                                                      | 29. април 2011. 8. март 2022.     |           | 2,01                      |
| 124              | 20                 | Човек који је хтео да буде краљ | Бен Едлунд     | Бен Едлунд                                                                                     | 6. мај 2011. 8. март 2022.        |           | 2,11                      |
| 125              | 21                 | Нека крвари                     | Џон Шоуолтер   | Сера Гамбл                                                                                     | 20. мај 2011. 8. март 2022.       |           | 2,02                      |
| 126              | 22                 | Знаш превише                    | Роберт Сингер  | Ерик Крипке                                                                                    | 20. мај 2011. 8. март 2022.       |           | 2,11                      |